# 毛怜卫
毛怜卫，亦作摩琳卫，中国明代在东北地区所置羈縻卫之一。「毛怜」，女真语意为“马”。朝廷冊封當地酋長為名義上的官員（类似于土司），管理当地各部族，其首領大多為女真族世襲領袖。
毛怜卫与建州卫原同属于胡里改部，二者之间有親缘关系，《朝鲜王朝实录》称毛怜卫为“东北（或豆满江）兀良哈”，建州卫为“婆猪江兀良哈”，建州卫和毛怜卫同为建州女真的主体。胡里改部（元代火儿阿万戶）首領阿哈出子猛哥不花後來掌管掌毛怜卫。
明置建州卫后，于永乐三年（1405年）三月派人到图们江与东海滨一带招抚女真诸部。五月，毛怜等处女真首领把儿逊受招。十一月，偕64人入朝，明廷命设卫，以把儿逊等为指挥，千百户等官，赐诰印、冠带、袭衣及钞币等。永樂八年（1410年），把儿逊为朝鲜所杀。九年，明廷命建州卫指挥释加奴（李显忠）之弟猛哥不花为毛怜卫指挥使。猛哥不花以屡从征蒙古有功，升右军都督府佥事。後又傳位給撒滿哈失里。
1433年朝鮮發動婆豬江戰鬥，毛憐衛等女真衛所被摧毀，其地為朝鮮所佔據。其後部分殘餘部眾隨建州左衛斡朵里部首領李滿住遷居渾河流域。

## 地理位置
其地初在今吉林省嘎呀河以东地区，永乐后期西迁至鸭绿江北，后为建州女真的一部。 
据《朝鲜王朝实录》载:“毛怜卫在古庆源、斡木河之间, ……其地离新庆源三日程也。……则毛怜卫与我国不远矣”，“昔居于豆满江内，今皆徙居于江外”大约在今朝鲜东北面图们江下游咸镜南道会宁市和庆兴（경흥）之间。